# Eusthenia nothofagi
Eusthenia nothofagi é uma espécie de insecto da família Eustheniidae.
É endémica da Austrália.